# Блеквил (Јужна Каролина)
Блеквил (енгл. Blackville) град је у америчкој савезној држави Јужна Каролина.

## Демографија
По попису из 2010. године број становника је 2.406, што је 567 (-19,1%) становника мање него 2000. године.
| Група             | 2000.         | 2010.         |
| Белци             | 699 (23,5%)   | 423 (17,6%)   |
| Афроамериканци    | 2.248 (75,6%) | 1.876 (78,0%) |
| Азијати           | 6 (0,2%)      | 3 (0,1%)      |
| Хиспаноамериканци | 15 (0,5%)     | 83 (3,4%)     |
| Укупно            | 2.973         | 2.406         |